# Ośrodek kultury „Wzgórze Zamkowe” w Lubinie

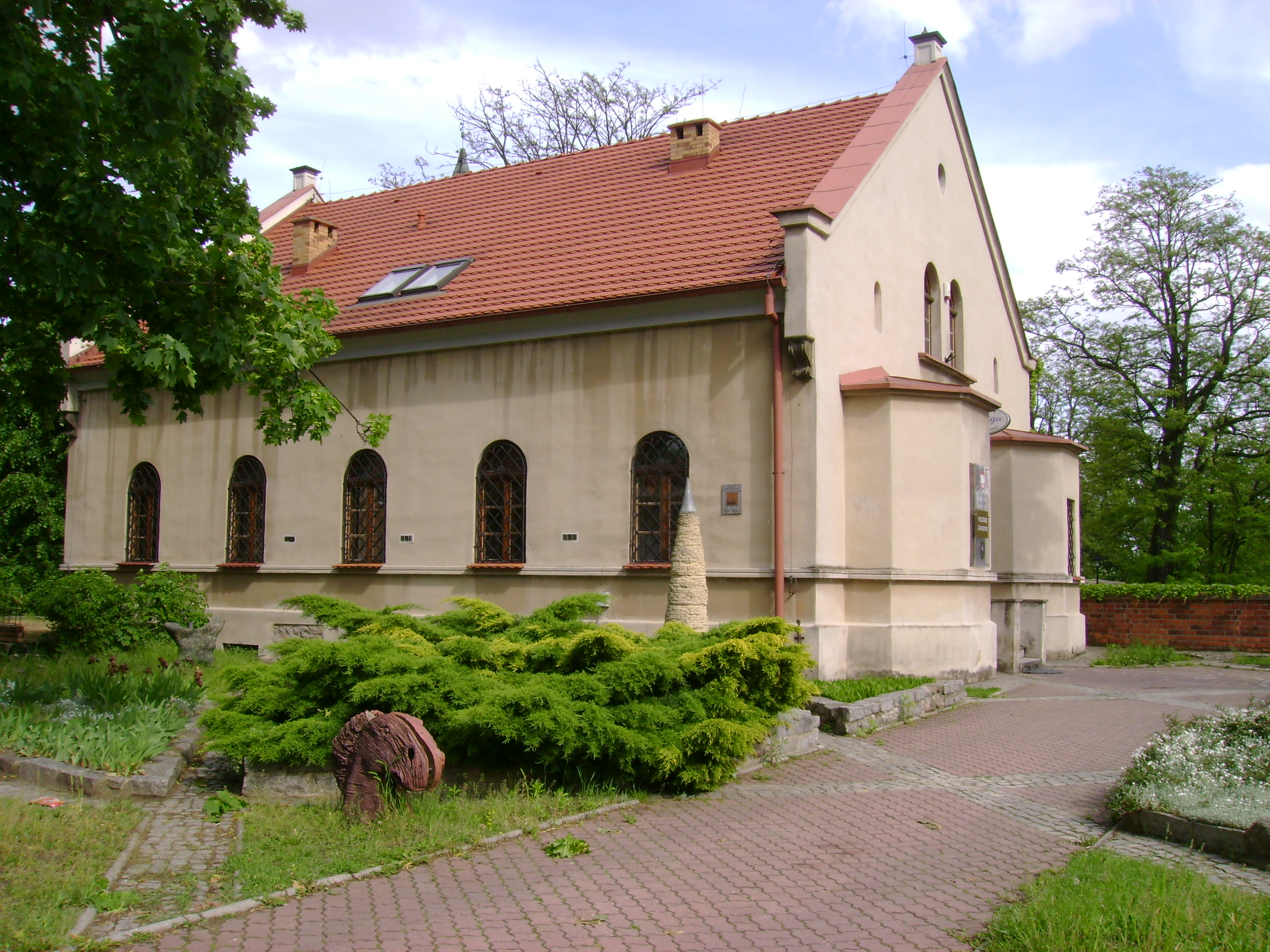
Budynek Galerii Jadwiga

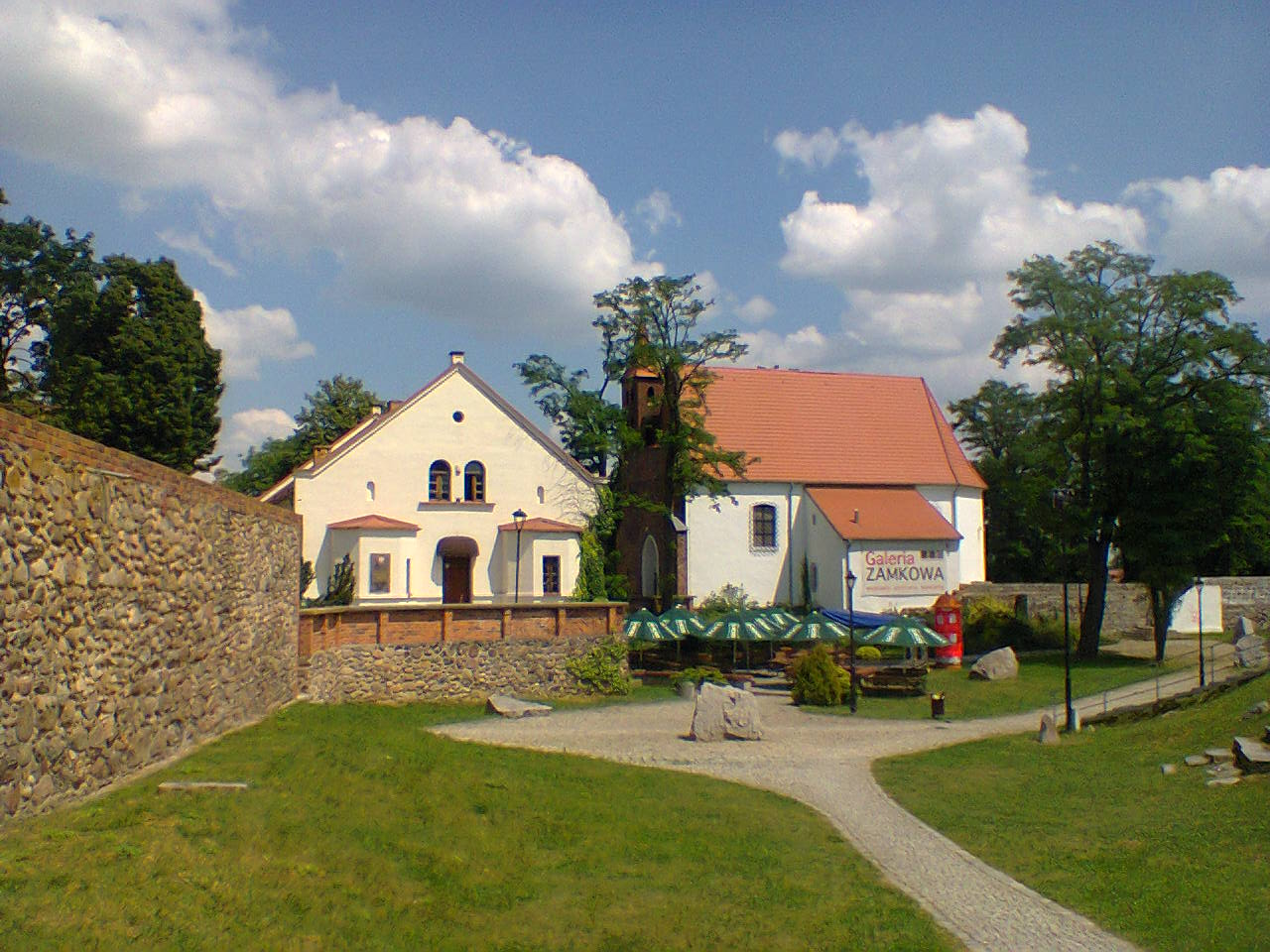
Wzgórze Zamkowe w Lubinie

Ośrodek kultury „Wzgórze Zamkowe” w Lubinie – instytucja kultury działająca od 1990 roku w Lubinie. Rozpoczęła działalność wernisażem Joanny Dzięgielewskiej-Krzysiek.
Ośrodek organizuje wystawy w dwóch miejscach: Galerii Jadwiga, umieszczonej w odrestaurowanej XIX-wiecznej kamienicy, i Galerii Zamkowej, zajmującej XIV-wieczną kaplicę zamkową, która jest jedyną ocalałą częścią zamku piastowskiego księcia legnicko-brzeskiego Ludwika I. W Galerii Zamkowej urządzane są równiej koncerty, Galeria Jadwiga jest natomiast miejscem promocji i sprzedaży dzieł sztuki.

## Wystawy
Działalność wystawiennicza ośrodka to:
- ekspozycje czasowe obejmujące wszystkie dziedziny sztuki
- wystawy młodych artystów z okolic Lubina.
- plenery dla profesjonalistów, studentów i amatorów.
- imprezy muzyczne
- imprezy poetyckie
- imprezy teatralne

Do tej pory odbyło się ponad 170 wystaw indywidualnych i zbiorowych, na których swoje prace prezentowali Stanisław Batruch, Marcin Berdyszak, Jan Chwałczyk, Wojciech Ćwiertniewicz, Krystyna Cybińska, Jerzy Duda-Gracz, Andrzej Gieraga, Wanda Gołkowska, Józef Hałas, Wojciech Leder, Eugeniusz Minciel, Jan Młodożeniec, Piotr Młodożeniec, Jerzy Nowosielski, Halina Pawlikowska, Teresa Pągowska, Rafał Strent, Jan Świtka, Jan Tarasin, Jerzy Tchórzewski, Przemysław Tyszkiewicz, Ewa Walawska, Jacek Waltoś, Małgorzata Warlikowska i inni. Wystawy zbiorowe to głównie wystawy Katedry Ceramiki Akademii Sztuk Pięknych we Wrocławiu pod wspólnym tytułem „Ceramika Młodych”.
W ośrodku pojawiają się również, sprowadzane z Instytutu Pamięci Narodowej, wystawy historyczne dotyczące czasów II wojny światowej (np. „Sowieckie Piekło"), czy historii najnowszej (np. „Zajścia Lubińskie", „Dumni z Rodziców").

## Inne działania
W ciągu roku szkolnego ośrodek organizuje warsztaty terapii sztuką pozwalające, zarówno dzieciom jak i rodzicom, odreagować stres codzienności przez obcowanie ze sztuką. Ponadto u ośrodku odbywają się akcje plastyczne z cyklu „Świeżo Malowane", międzynarodowa Lubińska Aukcja Dzieł Sztuki, letni Festiwal Teatrów Ulicznych „Sztuka na bruku" (od 1996), warsztaty edukacyjne, koncerty. Ośrodek wydaje również miesięcznik „Informator Kulturalny", który zawiera program oraz omówienie bieżących imprez.

## Kolekcja
„Wzgórze Zamkowe" przez lata działalności zgromadziło dużą kolekcję prac twórców polskich takich jak: Andrzej Basaj, Franciszek Bunsch, Andrzej Gieraga, Józef Hałas, Wojciech Lupa, Zdzisław Nitka, Rafał Strent, Czesław Wiącek i inni. Zbiory prezentowane były na wystawach organizowanych w Ośrodku Terapeutyczno-Diagnostycznym „Medicus" oraz – do czasu jego likwidacji – w hotelu „Bomabol".